# Алфонсо XIII (линеен кораб, 1913)
Алфонсо XIII (на испански: Alfonso XIII) – от април 1931 г. „Еспаня“ (на испански: España) – e испански линеен кораб от типа „Еспаня“, носи службата си в състава на Военноморските сили на Испания от 1915 до 1937 г. Изначално е наречен в чест на испанския крал Алфонсо XIII, а през 1931 г., след свалянето на монархията и провъзгласяването на Втората Република е преименуван на „Еспаня“ („Испания“), вземайки името на главния линкор от същата серия.

## Технически характеристики
Строителството на линкора „Алфонсо XIII“ е разрешено благодарение на утвърдения Закон за военноморските сили от 7 януари 1908 г. Линкорът е заложен на 23 февруари 1910 г., спускането му на вода се състои на 7 май 1913 г., самото строителство завършва на 16 август 1915 г. (на същия ден линкорът е зачислен в списъците на ВМС на Испания). Строителството на линкора се проточва поради това, че доставката на материали от Великобритания е затруднена от бойните действия в Атлантика.
Линкорите от типа „Еспаня“ са най-малките сред всички дредноути. Височината на надводния борд съставлява 4,6 м, а оръдията на главния калибър са разположени на височина от 7,5 м от водолинията
С един комин, две триноги мачтови вишки и неголяма надстройка, корабът се счита за едни от най-силните в испанския флот: той е въоръжен с осем оръдия калибър 305 мм. Масата на всяко оръдие съставлява 67,1 т, а се стреля с 385-килограмови снаряди с начална скорост от 902 м/с и далечината им на стрелба е 21,5 км. Скорострелността на воденето на огъня е точно един изстрел в минута.
Четирите оръдейни кули, с по две оръдия във всяка, са обозначени с буквите A и Y в средата на кораба. Другите две оръдейни кули, разположени на бордовете, са обозначени с буквите B (десен борд) и Q (ляв борд). Това е направено за намаляване на стойността на строителството и водоизместимостта на съда. Благодарение на конструкцията на линкора всички осем главни оръдия могат да стрелят залпово, което не влияе никак на ходовите качества на кораба. Вторичното въоръжение се състои от 20 оръдия с калибър 102 мм, шест допълнителни оръдия и две картечници, като се счита за доста слабо. Оръдията са разположени в каземати.
Построен за отбрана на испанското крайбрежие, линкорът „Алфонсо XIII“ става един от най-добрите кораби на испанския флот и се счита даже за национална гордост. За съжаление, поради несъвършенството на технологията на строителство на корабите в Испания и дългото им строителство, този кораб не може да си съперничи със своите съвременници от другите страни.

## История на службата
В следвоенните години линкорът „Алфонсо XIII“ започва да извършва дружествени визити в различни градове: през 1920 г. линкорът посещава Анаполис (САЩ, щата Мериленд), и по време на визитата екипажът на американския крайцер „Рейна Мерседес“, пленен по време на испано-американската война, специално по този случай издига на своя кораб военноморския флаг на Испания.
През септември 1925 г. корабът участва в Рифската война, осигурявайки огнева поддръжка на сухопътните войски на Испания и Франция в борбата им против метежниците от Мароко. През април 1931 г., след свалянето на монархията в Испания и провъзгласяването на Втората Република, корабът е преименуван на „Еспаня“ (такова име носи и главния линкор на типа „Еспаня“, потънал през 1923 г.). През 1934 г. новата „Еспаня“ пристига в испанския Ферол и е законсервиран.
През 1936 г. в Испания започва гражданска война след метежа на генерал Франциско Франко. Линкорът е пленен от фалангистите, реставриран е и е приведен в пълна бойна готовност. За времето на своята служба във флота на Франко „Еспаня“ нееднократно влиза в бой с корабите на Републиката и потопява чуждестранните съдове, оказващи помощ на републиканците. Понякога екипажа успява и да пленява съдове на противниците: така например, на 13 февруари 1937 г. е пленен корабът „Мар Балтико“ (на испански: Mar Báltico), превозващ желязо за републиканците, а на 30 април същата година линкорът нанася сериозни повреди на британския параход „Консет“ (на английски: Consett), който снабдява гарнизона на Сантандер. Съгласно данните на националистите, параходът е съпровождан от разрушителя „Форестер“.

## Крушение и гибел
На следващия ден линкорът „Еспаня“, в съпровождение на разрушителя „Веласко“, преследва британския търговски кораб „Нистли“ (на английски: Knistley). Неочаквано линкорът се сблъсква с морска мина и, получавайки сериозни повреди, започва да потъва. Жертви на корабокрушението, обаче, стават само пет моряка, а останалите от екипажа на линкора са спасени от екипажа на разрушителя „Веласко“.